# Salix argyracea
Salix argyracea là một loài thực vật có hoa trong họ Liễu. Loài này được E.L. Wolf miêu tả khoa học đầu tiên năm 1905.